# Botaniska trädgården, Tirana

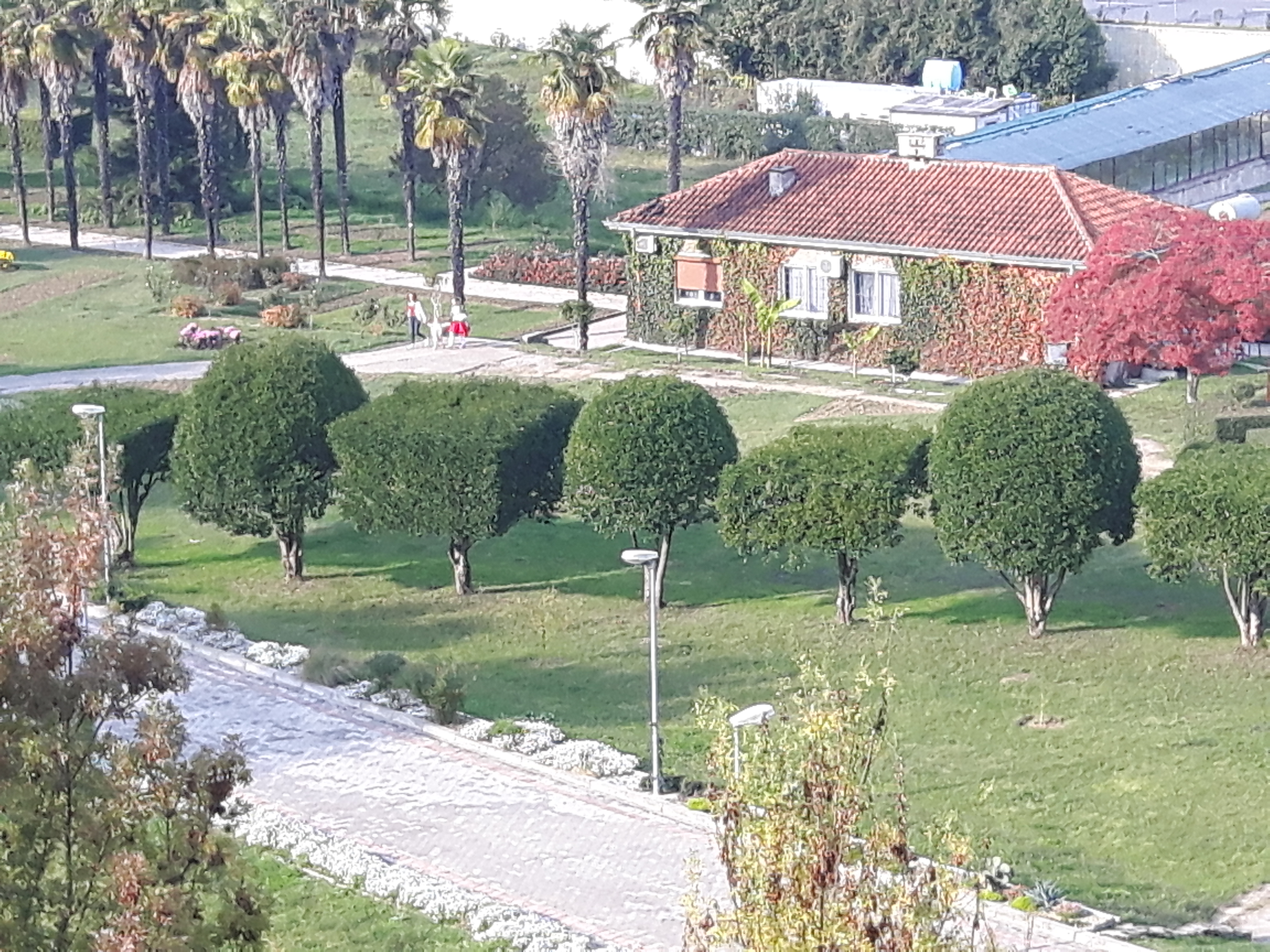
Botaniska trädgården, Tirana

Botaniska trädgården (albanska: 'Kopshti Botanik') i Tirana är den enda av sitt slag i Albanien. Den ligger väster om den konstgjorda sjön i södra Tirana.
Botaniska trädgården i Tirana anlades 1971 och drivs av Tiranas universitet. Med en yta på 15 ha är den hem för mer än 1 400 växtarter och -underarter.